# Hadron
Hadron (din greacă: ἁδρός = gros, masiv) este denumirea generică, introdusă de Lev Okun, pentru particulele care interacționează prin intermediul interacțiunii tari. Prin contrast, particulele de spin ½ care nu interacționează tare sunt denumite leptoni (din greacă: λεπτός = subțire, fin). Pe când leptonii sunt particule elementare, hadronii sunt particule compuse. Există două categorii distincte de hadroni: barioni (compuși din trei quarkuri) și mezoni (compuși dintr-un quark și un antiquark). Singurii hadroni stabili sunt nucleonii, adică protonii și neutronii legați în nuclee atomice; ceilalți hadroni se dezintegrează prin interacțiuni tari sau electroslabe.